# Japanische Weigelie
Die Japanische Weigelie (Weigela japonica) ist ein Strauch mit karminroten Blüten aus der Familie der Geißblattgewächse (Caprifoliaceae). Das natürliche Verbreitungsgebiet liegt in China, Korea und Japan. Die Art wird manchmal als Zierstrauch verwendet.

## Beschreibung
Die Japanische Weigelie ist ein bis zu 6 Meter hoher Strauch. Junge Zweigen sind kahl oder haben zwei Streifen mit Haaren entlang der Internodien. Die Laubblätter haben einen 8 bis 12 Millimeter langen, flaumhaarigen Stiel. Die Blattspreite ist einfach, 5 bis 15 Zentimeter lang, 3 bis 8 Zentimeter breit, schmal eiförmig bis eiförmig-elliptisch, selten auch verkehrt-eiförmig, zugespitzt bis lang zugespitzt, mit gesägtem Rand und breit keilförmiger bis gerundeter Basis. Die Blattoberseite ist intensiv grün und spärlich behaart. Die Unterseite ist grünlich und ganz oder nur entlang der Blattadern weich grauhaarig.
Die Blüten wachsen einzeln oder zu dritt in zymösen Blütenständen. Der  Blütenkelch ist 1 bis 1,2 Zentimeter breit und flaumhaarig. Die Kelchröhre ist 1 bis 5 Millimeter lang, die Kelchzipfel sind 5 bis 10 Millimeter lang und linealisch. Die Blütenkrone ist trichterförmig-glockig, 2,5 bis 3,5 Zentimeter lang, weiß bis rötlich und während der Blüte sich stärker rot verfärbend, außen spärlich behaart oder beinahe kahl. Die Basis der Kronröhre ist schmal zylindrisch und erweitert sich rasch über der Mitte. Die Kronzipfel stehen ausgebreitet, sind ungleichmäßig verteilt und kahl. Die Staubfäden sind weiß, die Staubbeutel gelbbraun. Der Fruchtknoten ist kahl oder spärlich weichhaarig. Der Griffel ragt nicht oder nur wenig über die Kronröhre hinaus. Die Narbe ist zweilappig. Als Früchte werden 1,5 bis 2 Zentimeter lange, spärlich behaarte Kapseln mit einem kurzen Schnabel gebildet. Die Samen haben schmale Flügel. Die Japanische Weigelie blüht von April bis Mai, die Früchte reifen von August bis September.

## Verbreitung
Das natürliche Verbreitungsgebiet liegt in den chinesischen Provinzen Anhui, Fujian, Guangdong, Guangxi, Guizhou, Hubei, Hunan, Jiangxi, Sichuan und Zhejiang; in Japan auf Kyushu und in Korea. Die Japanische Weigelie wächst in kühlfeuchten Wäldern und Dickichten in Höhen von 400 bis 1800 Metern auf durchlässigen, frischen bis feuchten, sauren bis neutralen, sandig- oder kiesighumosen, mäßig nährstoffreichen Böden an sonnigen bis lichtschattigen, sommerkühlen und winterkalten Standorten. Die Art ist frosthart. Höherer Kalkgehalt im Boden wird nicht vertragen.

## Systematik
Die Japanische Weigelie (Weigela japonica) ist eine Art aus der Gattung der Weigelien (Weigela) in der Familie der Geißblattgewächse (Caprifoliaceae). Dort wird die Gattung der Unterfamilie Diervilloideae zugeordnet. Die Art wurde von Carl Peter Thunberg 1780 erstmals wissenschaftlich beschrieben. Der Gattungsname Weigela erinnert an Christian Ehrenfried Weigel (1746–1831), einem aus dem damals noch schwedischen Stralsund stammenden deutschen Arzt, Chemiker und Pharmazeuten, der zeitweilig auch Königlicher Schwedischer Leibarzt war. Das Artepitheton japonica verweist auf das Verbreitungsgebiet in Japan.
Vertreter aus China werden häufig als eigene Varietät Weigela japonica var. sinica (Rehder) Bailey beschrieben. Sie unterschieden sich von Pflanzen aus Japan und Korea in der Form der Blütenkrone durch den längeren zylindrischen Teil der Kronröhre.

## Verwendung
Die Japanische Weigelie wird manchmal wegen der dekorativen Blüten als Zierstrauch verwendet.

## Nachweise